# 南アフリカ関係記事の一覧
南アフリカ関係記事の一覧（みなみアフリカかんけいきじのいちらん）は、南アフリカ共和国関連記事の一覧である。独立前の関係記事も取り扱う。
- 南アフリカ出身の人物については南アフリカ人の一覧を参照。

## 英数字・記号
- .za
- BRICS - ブラジル、ロシア、インド、中国、南アフリカの5か国の総称。

## あ行
- アガパンサス - 同国原産の単子葉植物
- アパルトヘイト - 人種隔離政策
- アピントン - 都市
- アフリカ映画
- アフリカ大陸
- アフリカ統一機構 - かつて存在した国際組織
- アフリカ民族会議
- アフリカーナー
- アフリカーンス語 - 公用語の一つ
- イギリス - かつての宗主国
  - イギリス連邦 - 現在加盟中の国際機関
- インド洋
- 英語 - 公用語の一つ
- 英連邦王国 - 過去に前身国家として存在した南アフリカ連邦が所属していた
- エグゼクティブ・アウトカムズ - かつて同国に存在していた民間軍事会社
- エスワティニ - 隣国。旧称スワジランド
- オーグラビーズ滝
- オランダ東インド会社 - 勅許会社。現存する株式会社の中では規模が大きいものとして知られ、同時に世界初の株式会社でもある
- オレンジ川
- オレンジ自由国 - かつて南部アフリカに存在していた国家
- オレンジ川植民地 - かつて同国地域に存在していたイギリスの植民地

## か行
- 隔離施設留保法（英語版） - かつて同国で施行されていた法律
- カポイド
- カラード (南アフリカ共和国) - 混血グループ。同国を構成する四つの集団の一つである
- カラハリ砂漠
- カレドン川
- キングプロテア - 国花
- キンバリー - 都市
- クワズール・ナタール州
- ケープ植民地 - かつて同国地域にあった植民地
- ケープタウン - 都市
- ケープペンギン - 南アフリカ沿岸およびナミビアに生息するペンギン
- ケープマレー
- コイコイ人
- 黒人意識運動（英語版）
- 国民議会 (南アフリカ)
- コサ語 - 公用語の一つ

## さ行
- サッカー南アフリカ共和国代表
- 雑婚禁止法 - かつて同国やその前身であった南アフリカ連邦で施行されていた法律
- サディファミリー（英語版） - 南アフリカにおけるワインメーカー（英語版）の一つ。所在地は西ケープ州スワートランド（英語版）である
- サン人
- シャープビル虐殺事件
- 真実和解委員会
- ジンバブエ - 隣国
- ズールー語 - 公用語の一つ
- スプリングボック - 国獣
- スワジ語 - 公用語の一つ
- 全国州評議会
- ソウェト蜂起
- ソト語 - 公用語の一つ

## た行
- 大西洋 - 同国に接する海洋
- ツォンガ語 - 公用語の一つ
- ツワナ語 - 公用語の一つ
- 遠い夜明け - 1987年に公開された映画。1970年代の南アフリカを実話を基に描いている
- ドラケンスバーグ山脈
- トランスヴァール共和国 - かつて存在した国家

## な行
- ナタール共和国 - かつて存在した国家
- ナマ語
- ナマ人
- 南部アフリカ
- 南部アフリカ開発共同体
- 南部アフリカの鳥類の一覧（英語版）
- ナミビア - 隣国
- ナミブ砂漠
- 日本と南アフリカの関係
- ネルソン・マンデラ・ベイ - 同国の自治体

## は行
- バール川
- 背徳法 - かつて同国で施行されていた法律
- ハゴロモヅル - 国鳥
- パス法 - かつて同国で施行されていた法律
- パン・アフリカニスト会議（英語版）
- バントゥー語群
- バントゥースタン - かつて同国に存在していた自治区ならぴ独立国。同国ではホームランド（英語: Home land）と呼ばれていた。
- フェリーニヒング - 都市
  - フェリーニヒング条約 - かつて結ばれた条約の一つ。名の由来は同名都市に因む
- 複数政党制
- 複都制
- ブブゼラ - 同国発祥の楽器
- ブラック・ナショナリズム（英語版）
- ブルームフォンテーン
- プレトリア
- ベンゲラ海流
- ボーア戦争
- ポート・エリザベス - 都市
- ポール・ピーターズバーグ（アフリカーンス語版） - クワズール・ナタール州に在る町の一つ。アフリカーンス語での発音は「ポール・ピエテルスブルク」
- ボツワナ - 隣国

## ま行
- 南アフリカ共和国年表
- 南アフリカ共和国の議会
- 南アフリカ共和国の気候（英語版）
- 南アフリカ共和国の教育（英語版）
- 南アフリカ共和国の空港の一覧
- 南アフリカ共和国の経済（英語版）
- 南アフリカ共和国の交通（英語版）
- 南アフリカ共和国の国際関係（英語版）
- 南アフリカ共和国の州
- 南アフリカ共和国の宗教（英語版）
- 南アフリカ共和国の世界遺産
- 南アフリカ共和国の地方自治体
- 南アフリカ共和国の地理
- 南アフリカ共和国の都市の一覧
- 南アフリカ共和国の農業（英語版）
- 南アフリカ共和国の文化（英語版）
- 南アフリカ共和国の歴史
- 南アフリカ国防軍
- 南アフリカ・ポンド - かつて使用されていた通貨単位で、1961年に廃止された
- 南アフリカの国章
- 南アフリカの国旗
- 南アフリカのスポーツ（英語版）
- 南アフリカ犯罪博覧会（英語版） - 嘗て存在していたWebサイトの一つ。2006年7月から設立・運営されていたが、2008年10月時点で廃止されている
- 南アフリカ標準時
- 南アフリカ連邦 - かつて南部アフリカに存在していた立憲君主制国家。同国の前身として存在した
- 南大西洋 - 同国に接している
- モザンビーク - 隣国
- モンスーン

## や行
- ヨハネスブルグ - 都市

## ら行
- ラグビー南アフリカ共和国代表
- ランド - 同国の通貨。共通通貨地域の通貨としても扱われている
- レソト - この国は同国領域に囲まれる形で存在している